# 圍攻巴米揚
圍攻巴米揚也称为范延堡之战，成吉思汗十六年（1221年）秋，蒙古第一次西征中，蒙古帝国军队南下哥疾宁（今阿富汗喀布尔西南加兹尼）途中在范廷（現代巴米揚）发生的攻坚战。

## 背景
在花剌子模蘇丹阿拉烏丁·摩訶末死後，他兒子札蘭丁在阿富汗募兵抵抗。新王札兰丁在哥疾宁率兵八万，计划大举反攻。

## 攻城
成吉思汗派失吉忽秃忽率三万骑兵前往喀布尔山区，威胁札兰丁侧背，保护主力南下。察合台、窝阔台、拖雷率蒙古军主力南下哥疾宁。途经客儿端塞（也称古儿疾汪，今阿富汗杜尔扎卜和吉尔吉万县境内），围攻一个月，方才攻克。毀城屠城后，继续前进，越过兴都库什山脉，抵达帆延（今阿富汗巴米扬）附近的范延堡。范延堡城高坚固，居民拒不投降。蒙古军使用攻城兵器攻城，范延堡居民使用弓矢弩炮对抗，在双方激战中，察合台之子木阿秃干中箭身亡。木阿秃干少年骁勇，骑射皆精，成吉思汗钟爱此孙。此时，成吉思汗非常悲愤，督军昼夜轮番强攻，城上城下，积尸如山，蒙古军移尸作梯，奋勇杀入攻陷范延堡。成吉思汗闻报失吉忽秃忽在八鲁湾（今阿富汗北部帕尔旺省）遭遇战中败于札兰丁，于是下令昼夜兼程急奔哥疾宁，寻找札兰丁决战。

## 事後
在來到巴米揚時，因他的孫子木阿秃干被守軍射殺，成吉思汗極憤怒，决定在破城後不取一物不留一人，破壞是如此徹底，因此蒙古人稱巴米揚為“卯八里”，即[被毁]壞之城。
圍攻後成吉思汗為繼續追擊札蘭丁進入印度。